# Young Machetes
Young Machetes är ett album från 2006 av The Blood Brothers, producerat av skivbolaget V2 Records.

## Låtlista
1. "Set Fire to the Face on Fire" - 2:19
2. "We Ride Skeletal Lightning" - 3:22
3. "Laser Life" - 2:44
4. "Camouflage, Camouflage" - 4:53
5. "You're the Dream, Unicorn!" - 2:18
6. "Vital Beach" - 2:35
7. "Spit Shine Your Black Clouds" - 4:19
8. "1, 2, 3, 4 Guitars" - 3:35
9. "Lift the Veil, Kiss the Tank" - 4:05
10. "Nausea Shreds Yr Head" - 2:10
11. "Rat Rider" - 2:03
12. "Johnny Ripper" - 2:39
13. "Huge Gold AK-47" - 2:31
14. "Street Wars / Exotic Foxholes" - 5:31
15. "Giant Swan" - 5:51